# Starve for the Devil
Starve for the Devil è il quarto album in studio del gruppo death metal statunitense Arsis, pubblicato nel 2010.

## Tracce
1. Forced to Rock – 2:56
2. A March for the Sick – 4:23
3. From Soulless to Shattered (Art in Dying) – 4:27
4. Beyond Forlorn – 4:01
5. The Ten of Swords – 3:44
6. Closer to Cold – 5:08
7. Sick Perfection – 3:55
8. Half Past Corpse O'Clock – 4:12
9. Escape Artist – 4:22
10. Sable Rising – 3:36

## Formazione
- James Malone - voce, chitarre
- Nick Cordle - chitarre
- Nathaniel Carter - basso
- Mike Van Dyne - batteria